# Battering Ram (album de Saxon)
Pour les articles homonymes, voir RAM.
Albums de Saxon
Sacrifice
(2013)
Battering Ram est le 21e album studio du groupe britannique heavy metal anglais Saxon, sorti le 16 octobre 2015.

## Battering Ram
Musiques de Saxon - Paroles de Biff Byford
| No  | Titre                 | Durée |
| --- | --------------------- | ----- |
| 1.  | Battering Ram         | 4:56  |
| 2.  | The Devil's Footprint | 4:08  |
| 3.  | Queen of Hearts       | 5:08  |
| 4.  | Destroyer             | 3:21  |
| 5.  | Hard and Fast         | 4:45  |
| 6.  | Eye of the Storm      | 3:54  |
| 7.  | Stand Your Ground     | 4:15  |
| 8.  | Top of the World      | 4:00  |
| 9.  | To the End            | 5:50  |
| 10. | Kingdom of the Cross  | 6:08  |

Durée totale : 46:30
| 11. | Three Sheets to the Wind (The Drinking Song) | 3:53 |

Durée totale : 50:24